# Sedraia
Pour les articles homonymes, voir Sedraïa.
Sedraia est une commune de la wilaya de Médéa en Algérie.

## Géographie
La commune est située dans le tell central algérien dans l'atlas tellien (mont de Titteri) et au sud de l'Atlas blidéen à environ 105 km au sud d'Alger et à 89 km au sud-est de Médéa et à environ 22 km à l'est de Beni Slimane et à 12 km à l'est de El Guelb El Kebir  et à 40 km au sud de Tablat et à 39 km à l'ouest de  Bouira. 
|                   | El Azizia                  | Bir Ghbalou (wilaya de Bouira) |
| El Guelb El Kebir | Sedraia                    | Bir Ghbalou (wilaya de Bouira) |
| Bir Ben Abed      | Dechmia (Wilaya de Bouira) | Raouraoua (wilaya de Bouira)   |